# Arca (Ponte de Lima)
Arca é uma localidade portuguesa do Município de Ponte de Lima que foi sede da extinta Freguesia de Arca, freguesia que tinha 1,31 km² de área e 885 habitantes (2011), e, por isso, uma densidade populacional de 675,6 hab/km².
A Freguesia de Arca foi extinta (agregada), pela última Reorganização administrativa do território das freguesias, de acordo com a Lei nº 11-A/2013 de 28 de Janeiro, tendo o seu território sido agregado ao da Freguesia de Ponte de Lima para constituir a Freguesia de Arca e Ponte de Lima com sede em Ponte de Lima.

## População
| População da freguesia de Arca | População da freguesia de Arca | População da freguesia de Arca | População da freguesia de Arca | População da freguesia de Arca | População da freguesia de Arca | População da freguesia de Arca | População da freguesia de Arca | População da freguesia de Arca | População da freguesia de Arca | População da freguesia de Arca | População da freguesia de Arca | População da freguesia de Arca | População da freguesia de Arca | População da freguesia de Arca |
| ------------------------------ | ------------------------------ | ------------------------------ | ------------------------------ | ------------------------------ | ------------------------------ | ------------------------------ | ------------------------------ | ------------------------------ | ------------------------------ | ------------------------------ | ------------------------------ | ------------------------------ | ------------------------------ | ------------------------------ |
| 1864                           | 1878                           | 1890                           | 1900                           | 1911                           | 1920                           | 1930                           | 1940                           | 1950                           | 1960                           | 1970                           | 1981                           | 1991                           | 2001                           | 2011                           |
| 216                            | 184                            | 200                            | 218                            |                                |                                |                                | 297                            | 279                            | 251                            | 207                            | 264                            | 543                            | 772                            | 885                            |

Nos anos de 1911 a 1930 estava anexada à freguesia de Ponte de Lima. Pelo decreto lei nº 27.424, de 31/12/1936, foram desanexadas, passando a constituir freguesias autónomas
| Distribuição da População por Grupos Etários | Distribuição da População por Grupos Etários | Distribuição da População por Grupos Etários | Distribuição da População por Grupos Etários | Distribuição da População por Grupos Etários | Distribuição da População por Grupos Etários | Distribuição da População por Grupos Etários | Distribuição da População por Grupos Etários | Distribuição da População por Grupos Etários | Distribuição da População por Grupos Etários |
| -------------------------------------------- | -------------------------------------------- | -------------------------------------------- | -------------------------------------------- | -------------------------------------------- | -------------------------------------------- | -------------------------------------------- | -------------------------------------------- | -------------------------------------------- | -------------------------------------------- |
| Ano                                          | 0-14 Anos                                    | 15-24 Anos                                   | 25-64 Anos                                   | > 65 Anos                                    |                                              | 0-14 Anos                                    | 15-24 Anos                                   | 25-64 Anos                                   | > 65 Anos                                    |
| 2001                                         | 138                                          | 115                                          | 430                                          | 89                                           |                                              | 17,9%                                        | 14,9%                                        | 55,7%                                        | 11,5%                                        |
| 2011                                         | 142                                          | 124                                          | 496                                          | 123                                          |                                              | 16,0%                                        | 14,0%                                        | 56,0%                                        | 13,9%                                        |